# Dique Nogolí
El dique Nogolí se encuentra en la provincia argentina de San Luis, en el departamento Belgrano, a unos 4 km de la localidad de Nogolí y a 49 km al norte de la ciudad de San Luis. Sus aguas se destinan al abastecimiento de agua potable, riego y ganadería. Fue inaugurado en diciembre de 2000. Su nombre y el de la localidad homónima se atribuye a la expresión indígena que significa «aguas claras».
Los ríos El Molle y Chico descargan sus aguas en este embalse, formando un espejo de agua de aproximadamente 170 ha, donde se practican actividades recreativas. El embalse alimenta el acueducto Nogolí, una red de distribución de agua que en total alcanza los 680 km de longitud y abastece distintas localidades de la provincia, permitiendo el desarrollo de actividades productivas. El sistema del dique Nogolí permite el riego de aproximadamente 5000 ha.
La presa tiene una extensión de 370 m en su línea superior. Está ubicada aproximadamente en la posición 32°55′33″S 66°17′43″O / -32.92583, -66.29528. El embalse tiene una profundidad máxima de 50 m y un volumen de 23,2 hm³.